# Amelia Boynton Robinson
Amelia Platts Boynton Robinson, född Platts 18 augusti 1911 i Savannah, Georgia, död 26 augusti 2015 i Montgomery, Alabama,  var en förgrundsgestalt i den amerikanska medborgarrättsrörelsen och var på senare år en av Lyndon LaRouches ledande medarbetare.

## Den blodiga söndagen
Amelia Boynton Robinson är mest känd för att ha gått i täten för den marsch som brutalt stoppades av kravallpolis den 7 mars 1965 i Selma, Alabama. Tidningarnas löpsedlar dominerades dagen därpå av bilden av en medvetslös Amelia Boynton Robinson som tas om hand av en meddemonstrant efter att ha blivit misshandlad, sprayad med tårgas och lämnad för att dö på Edmund Pettus-bron. Denna händelse, som kom att kallas Bloody Sunday, fick president Lyndon B. Johnson att kort därpå, den 17 mars, ta initiativ till rösträttslagen Voting Rights Act, som tog bort de orimliga krav som ställdes på den svarta befolkningen för att få rösta. Robinson var själv hedersgäst på Vita husets gräsmatta när Johnson skrev under lagen den 6 augusti 1965.
I Ava DuVernays film Selma från 2014 porträtteras Amelia Boynton Robinson av skådespelaren Lorraine Toussaint.

## Kamp för medborgerliga rättigheter
Amelia Boynton Robinson engagerade sig som ung kvinna i kampanjen för kvinnors rösträtt. År 1934 registrerade hon sig för att kunna rösta. Ett par år senare skrev hon en pjäs, "Through the Years", som med hjälp av sjungna spirituals berättar den afro-amerikanska befolkningens historia. Hon och hennes man, Bill Boynton, träffade Martin Luther King och hans fru Coretta Scott King 1954 i Montgomery, Alabama, där King arbetade som pastor.
År 1963 dog Bill Boynton i en hjärtinfarkt efter år av rasistisk förföljelse och fysiska trakasserier. Robinsons hem och kontor i Selma blev snabbt centrum för Selmas medborgarrättsstrider och användes av King och hans medarbetare, kongressmän och ombud från hela landet för att planera demonstrationstågen från Selma till Montgomery. En av dessa marscher blev sedermera känd som "Bloody Sunday" (se ovan).

## Egen valkampanj
När Robinson kandiderade till kongressen 1964 blev hon den första afro-amerikanska kvinnan någonsin att göra detta och den första kvinnan över huvud taget att kandidera för demokraterna i delstaten Alabama. Hon fick 10% av rösterna.

## Hedersbetygelser
Robinson tilldelades Martin Luther King-stiftelsens frihetsmedalj den 21 juli 1990. I förordet till hennes självbiografi, Bridge Across Jordan, återfinns många hyllningsord från vänner och kolleger, bland andra J.L. Chestnut, Coretta Scott King, Helga Zepp-LaRouche and Andrew Young. Coretta Scott King skriver:
"I Bridge Across Jordan har Amelia Boynton Robinson skapat en inspirerande, slående biografi över hennes mer än fem årtionden vid frontlinjerna för kampen för jämlikhet mellan raserna och social rättvisa. Detta verk är ett viktigt bidrag till den svarta frihetskampens historia. Jag rekommenderar den helhjärtat för alla som bryr sig om mänskliga rättigheter i Amerika."

## Ambassadör för mänskliga rättigheter

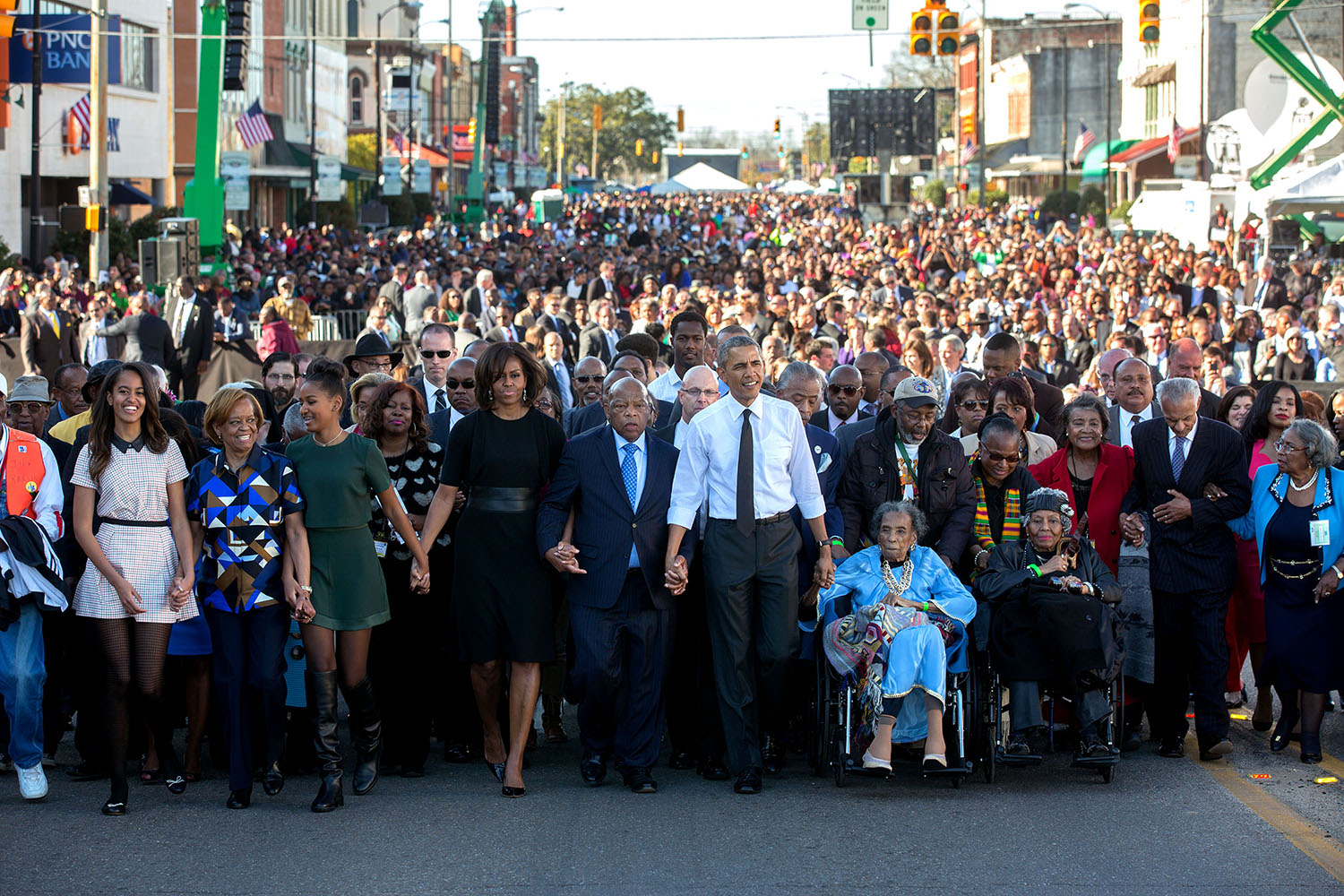
Amelia Boynton Robinson marscherar över Edmund Pettus-bron den 7 mars 2015. Robinson håller president Barack Obamas vänstra hand.

Robinson träffade den amerikanske politikern Lyndon LaRouche 1983 och var året därpå med och grundade det internationella Schillerinstitutet. Hon är numera vice ordförande för institutet, som hon anser "följer i Martin Luther Kings fotspår".
År 2004 stämde hon Walt Disney Company för ärekräkning och krävde mellan 1 och 10 miljoner dollar i skadestånd. Hon menade att tv-filmen "Selma, Lord, Selma", en dramadokumentär från 1999 baserad på en bok skriven av två unga medverkande i Bloody Sunday, falskeligen framställde henne som en typisk "black mammy", vars huvudsakliga roll var att "göra religiösa yttranden och deltaga i sjungandet av spirituals och protestsånger". Hon förlorade dock målet.
Under hösten 2007 reste Robinson runt i Tyskland, Danmark, Sverige, Frankrike och Italien i egenskap av vice ordförande för Schillerinstitutet. Hon talade då inför europeiska ungdomar om sitt stöd för Lyndon LaRouche, Martin Luther King och Franklin Roosevelt, såväl som om de fortsatta problemen med rasism i USA. I oktober var hon i Stockholm och talade inför flera gymnasieklasser, vilket dokumenterades av TV4-nyheterna. Hon intervjuades även av Dagens Nyheter och talade på flera offentliga möten arrangerade av LaRoucherörelsen i Sverige - EAP.